# Sydatlantiska strömmen

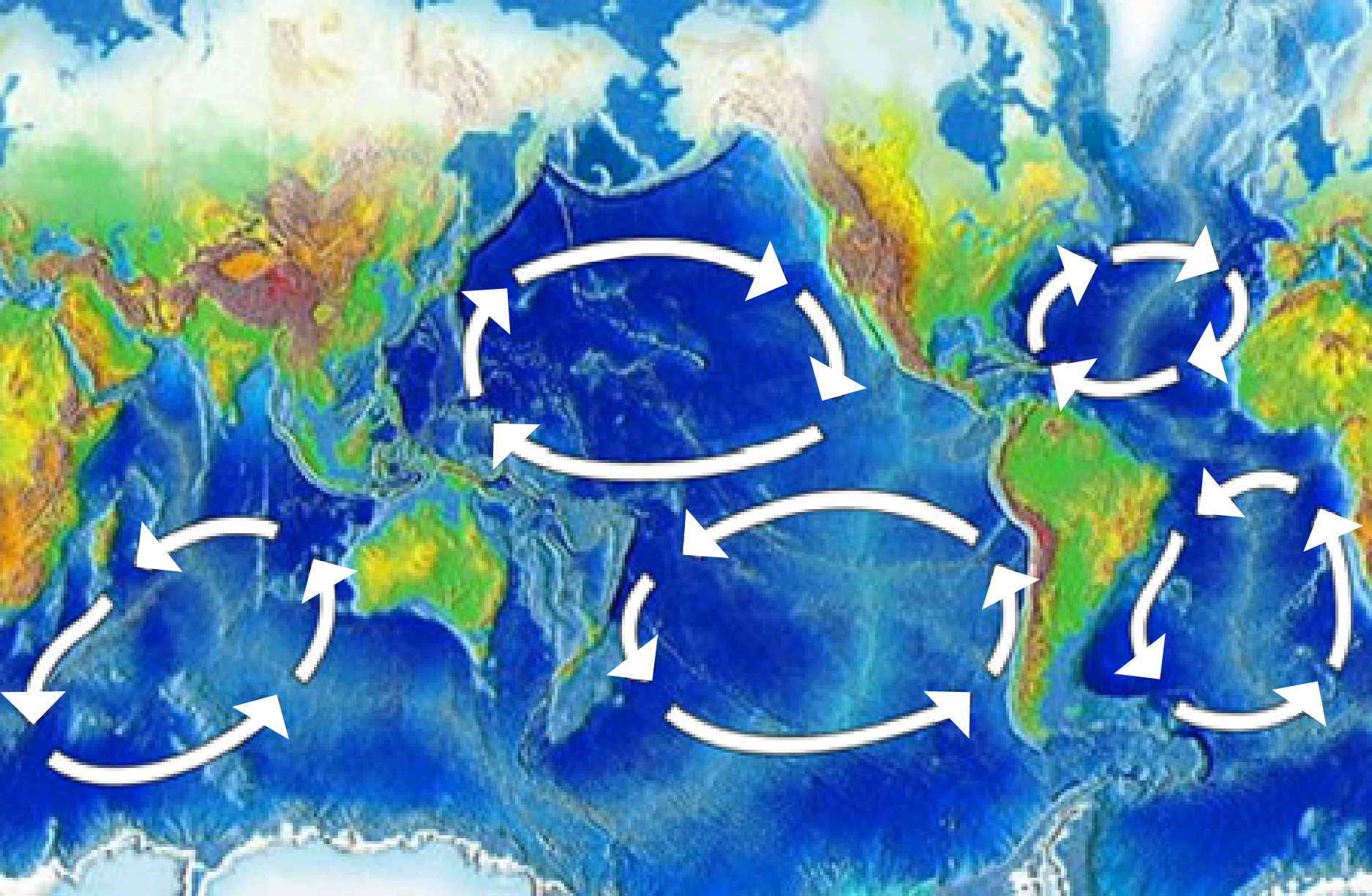
De fem stora oceanvirvlarna i världshaven.

Sydatlantiska strömmen är en östgående havsström i Sydatlanten som utgör södra delen av den oceanvirvel som ligger i Atlanten söder om ekvatorn. Strömmen börjar vid omkring 40 graders bredd där Brasilianska strömmen vänder österut, och transporterar vatten till Benguelaströmmen norrut längs Afrikas kust, och österut in i Indiska oceanen tillsammans med Agulhasströmmen.
Gränsen söderut mot Antarktiska cirkumpolarströmmen utgör en subtropisk front och ligger vid omkring 40°S där de olika vindarnas ekmantransport konvergerar maximalt. Sydatlantiska strömmen och Antarktiska cirkumpolarströmmen har samma riktning, och starka nordvästliga vindar mellan 30 och 60°S gör gränsen mellan strömmarna diffus med avseende på ytliga vattenströmmar. De bägge strömmarna utgör tillsammans Västvinddriften. Fronten markeras emellertid av en markant skillnad i salinitet och ett temperaturfall på minst 4 °C. Strömmen är fortfarande mätbar på 800–1 000 meters djup. I sydvästra Atlanten transporterar strömmen omkring 30 Sv (miljoner m³/s) i skiktet ned till 1 000 m, och volymen sjunker till omkring 15 Sv när strömmen vänder norrut i närheten av södra Afrika. Den genomsnittliga hastigheten nära den subtropiska fronten är omkring 0,20–0,26 m/s.